# Coccobius howardi
Coccobius howardi är en stekelart som först beskrevs av Compere 1928.  Coccobius howardi ingår i släktet Coccobius och familjen växtlussteklar. Inga underarter finns listade i Catalogue of Life.